# میریام مک‌دانلد
میریام مک‌دانلد (انگلیسی: Miriam McDonald؛ زادهٔ ۲۶ ژوئیهٔ ۱۹۸۷) یک هنرپیشه اهل کانادا است.
از فیلم‌ها و مجموعه‌های تلویزیونی که وی در آن‌ها نقش داشته است می‌توان گرگ‌ها, شاعر و دگراسی : نسل بعدی در نقش اما نلسون اشاره کرد.